# Amiran Schiëreli
Amiran Schiëreli (Georgisch: ამირან სხიერელი; Russisch: Амиран Схиерели) (Oni, 21 januari 1941 - Tbilisi, 18 mei 2019) is een voormalig basketbalspeler, die speelde voor de Sovjet-Unie.

## Carrière
Schiëreli speelde zijn gehele carrière bij Dinamo Tbilisi sinds 1960. Met Dinamo won hij in 1968 het Landskampioenschap van de Sovjet-Unie. Hij werd tweede in 1960, 1961 en 1969. In 1965 werden ze derde. Met Dinamo werd hij in 1969 Bekerwinnaar van de Sovjet-Unie. In Europa won Schiëreli de grootste prijs in 1962. Met Dinamo won hij de FIBA European Champions Cup door in de finale te winnen van Real Madrid uit Spanje met 90-83. In 1965 won Schiëreli met het Nationale team van de Sovjet-Unie, goud op het Europees kampioenschap in 1965. In 1973 stopte Schiëreli met basketbal.

## Erelijst
- Landskampioen Sovjet-Unie: 1
  - Winnaar: 1968
  - Tweede: 1960, 1961, 1969
  - Derde: 1965
- Bekerwinnaar Sovjet-Unie: 1
  - Winnaar: 1969
  - Runner-up: 1973
- FIBA European Champions Cup: 1
  - Winnaar: 1962
- European Cup Winners' Cup:
  - Runner-up: 1969
- Europees kampioenschap: 1
  - Goud: 1965